# جورج گبهارت
جورج گبهارت (انگلیسی: George Gebhardt؛ ۲۱ سپتامبر ۱۸۷۹ – may 2, ۱۹۱۹ (۳۹−۴۰ سال)) یک هنرپیشه اهل سوئیس بود.
از فیلم‌های او می‌توان به آوای وحش اشاره نمود.